# 俺達の世界わ終っている。
『俺達の世界わ終っている。』（英語: Our World Is Ended.）は、レッド・エンタテインメントから2017年11月9日に発売されたPlayStation Vita用ゲームソフト。略称は「オレオワ」。
新キャラクター・新シナリオなどが追加された『JUDGEMENT 7 俺達の世界わ終っている。』は、PlayStation 4とNintendo Switchにて2019年2月28日発売。

## 概要
現実世界と仮想世界の2つの浅草を舞台に、ゲーム開発会社「ジャッジメント7」が巻き込まれた数奇な運命を描いたアドベンチャーゲーム。
レッド・エンタテインメントが7年ぶりに発売した完全新規タイトル。原案及びディレクターをサクラ大戦シリーズで原案と世界設定を務めた森田直樹、シナリオをかつてレッドに所属していたライトノベル作家の阿智太郎、キャラクターデザインを『灰と幻想のグリムガル』でイラストを描いた白井鋭利が担当している。
浅草のゲーム会社がテーマとして選ばれたのは、レッドの本社がかつて浅草に置かれていた事が背景になっており、「花やしき」などのいくつかの施設が実名で登場する。森田は本作の開発動機について、「それまでのレッドは『サクラ大戦』だったりセガさんだったりに寄りかかっており、サクラが自分たちの手を離れたあの時がチャンスだった。苦労しないと自分たちの財産にならない。今のレッドの人たちと、そんな体験をしたかった」と述べている。
海外版はPlayStation 4・Nintendo Switch・Steamにも対応しており、搭載言語は英語と日本語
。発売時期は後述する『JUDGEMENT 7』と同じく2019年だが、内容は国内のVita版と同一となる
。

## あらすじ
2017年7月16日、浅草にあるゲーム会社『ジャッジメント7』で働いているアルバイトディレクターの午前零時は、同じアルバイト仲間の早瀬ユウノと共に、創業者で会社代表のメインプログラマー 尾張世界が開発した「W.O.R.L.D.プログラム」の検証実験を浅草で行っていた。
実験の最中、零時は崩壊した街並と、磔にされたジャッジメント7のメンバー、そして見知らぬ少女の幻を目にする。その時を境に、ジャッジメント7の周囲で奇妙な出来事が起こり始める。

## 用語
ジャッジメント7
浅草に存在するゲーム開発会社。創設者兼代表は尾張世界。主にスマホ向けの買い切り型ゲームの開発と販売を行っているが、世間からの評価は芳しくない。社員は物語開始時点で7名。社員全員が何らかの「罪」を背負っているとされている。
W.O.R.L.D.プログラム
尾張が開発した拡張現実プログラム。スマートフォンを内蔵した「新世界ゴーグル」を装着しプログラムを会社のサーバーに繋ぐ事で、現実の風景や人物に映像をリアルタイム合成する事が出来る。起動に必要なボイスコマンドは「チェンジ・ザ・ワールド」。
ワールドエンドヘブン
ジャッジメント7が7作目として世に送り出そうとしている、W.O.R.L.D.プログラムを利用した新次元・新感覚・新基軸RPG。
エターナルデイズ
ジャッジメント7が4作目として開発しようとしていたゲーム。ある事情により開発休止となっている。
新世界
W.O.R.L.D.プログラムの起動中に体験する仮想世界。命名者は尾張。浅草の一定区間内限定とはいえ、食べ物を食べればその味を認識出来るなど、現実を限りなく忠実に再現している。ジャッジメント7が過去に開発したゲームのキャラクターが登場したりもするが、そもそも新世界自体がW.O.R.L.D.プログラムの本来の機能ではなく、尾張も何故このような事態が発生したのか原因を掴めていない。

## 登場人物

### ジャッジメント7
尾張世界（おわりせかい）
声 - 杉田智和
社員番号No.1。イメージカラーは青色。メインプログラマーを担当。ジャッジメント7の創設者。本名は尾張一（おわりはじめ）。
背負った罪は「変態」。プログラミング技術は業界でもトップクラスだが、常にセクハラまがいの発言と行動を繰り返しており、社員からはあまり尊敬されていない。
イルカ2号
声 - 松岡禎丞
社員番号No.2。イメージカラーは紫色。設定とシナリオを担当。尾張とは大学時代からの親友。本名は海野悠太（うみのゆうた）。
背負った罪は「中二」。仕事に限らず私生活においても、常人には理解不能な脳内設定を披露し、事ある毎に奇声を発する。
早瀬アサノ
声 - 喜多村英梨
社員番号No.3。イメージカラーは赤色。サウンドクリエイターを担当。路上ライブをしている所を尾張にスカウトされた。
背負った罪は「残念」。容姿こそ整っているが、残念としか形容のしようがない数々の言動を全くの自覚無しで取ってしまう。音痴。
結城七罪（ゆうきなつみ）
声 - 大西沙織
社員番号No.4。イメージカラーは黒色。イラストレーターを担当。ある人物に感化されジャッジメント7に入社。本名は結城七海。
背負った罪は「混沌」。他人との距離を置き、仕事や私生活でも辛辣な発言が絶えない。ただし、その厳しさは自らにも向けられている。
タチアナ
声 - 花守ゆみり
社員番号No.5。イメージカラーは黄色。サブプログラマーを担当。尾張の友人であるユーリーの娘。中学生の為、夏休みなどの長期休暇以外では北海道からの音声チャットでの参加。フルネームはタチアナ・アレクサンドロヴナ・シャラポヴァ。
背負った罪は「幼稚」。天才的なプログラムの腕前を持つが、小学校低学年レベルの幼稚な行動が目立つ。口癖は「ウンコ」。
早瀬ユウノ
声 - 佐倉綾音
社員番号No.6。イメージカラーは水色。アシスタントアルバイターを担当。姉のアサノの勧めでジャッジメント7に参加。
背負った罪は「天然」。巨乳と言動で異性を勘違いさせてしまう事が多く、本人はそれに気付いていない。姉と違い、基本的にはよく気が回るしっかり者。
午前零時（ごぜんれいじ）
声 - 逢坂良太
社員番号No.7。イメージカラーは緑色。アルバイトディレクターを担当。本作の主人公。浅草の路上でユウノにジャッジメント7の本社に案内され参加。本名は御前令二（みさきれいじ）。
背負った罪は「平凡」。ジャッジメント7の中では自分が一番常識的であると考えているが、コーラに関して妙な拘りがあったり、思った事をつい口に出してしまう事が多かったりと、どこか変わっている。「ラノベ男」とも評される。

### その他の人物
少女A
声 - 黒沢ともよ
崩壊した浅草で零時が出会った見知らぬ少女。後に新世界でも出会い、その際には自身の名前を含めた記憶を失っていた。少女Aという名前は、本当の名前を思い出した時に困らないようにと尾張が考案した。
那比みやび
声 - 桑原由気
新世界の喫茶店「カフェEXIT」のウェイトレス。陽気な性格で口が軽い。それでも一般的な常識は心得ており、ジャッジメント7のメンバーに翻弄される事になる。
出口司郎（でぐちしろう）
声 - 松田健一郎
「カフェEXIT」のマスター。みやびと違い、堅実で口が堅い。彼の作るカレーは誰もが絶賛する一品。
ユーリー・ダヴィードヴィチ・シャラポフ
声 - 中谷一博
北連理化学研究所の副所長。尾張とイルカとは大学時代からの親友。娘のタチアナを溺愛している。
一之瀬葉子（いちのせようこ）
声 - 日笠陽子
元北連理化学研究所の研究員。腐女子。

### NPCキャラクター
エロリィ・ニューニュー
声 - 井上喜久子
ジャッジメント7の3作目「シンクロダイヴ」に登場するエルフのNPC。設定は尾張が担当。ユウノを上回る巨乳と変態的な設定の数々が盛り込まれている。
ニコル・ショーター
声 - 日髙のり子
ジャッジメント7の2作目「ジグザグドールズ」に登場する悪魔のNPC。設定はイルカが担当。生みの親であるイルカと七罪にも細かい部分の設定は忘れられていた。
ジャンクマ
声 - 小桜エツコ
ジャッジメント7の5作目「楽園ぽろろっか」に登場するクマ型ロボットのNPC。設定はタチアナが担当。元々はタチアナがお茶目なクマの着ぐるみとして考案したが、七罪により究極の殺人マシーンに改められた。

## ゲームシステム
文章を読み進め、選択肢によってエンディングが分岐する、アドベンチャーゲームにおけるオーソドックスなタイプ。
S.O.S.システム
通常の選択肢とは別個に用意されたシステム。「Selection of Soul」の文字が画面に表示され、制限時間の中で現れる多数の選択肢の中から1つを選択する。時間切れも選択肢の1つとして扱われる。
総集編。
個別キャラクターの全イベントを制覇したうえでゲームクリアすると解放されるおまけ要素。その名の通り、本編中の名場面が閲覧出来る。ただし、その殆どがオリジナルから台詞や立ち絵が編集されており、中には原型を留めていないレベルで改変された一種のMADムービーのような構成のものも存在する。

## スタッフ
- プロデューサー：小川智章[1]
- ストーリー原案・ディレクター：森田直樹
- キャラクターデザイン：白井鋭利
- シナリオ：阿智太郎
- 音楽：エグジットチューンズ[1]、成田旬[13]、塚越雄一朗[13]

## 主題歌
オープニングテーマ「World End Heaven」
作詞・作曲：164、歌唱：くろくも
エンディングテーマ「Eternal Days(working title)」
作詞・作曲：164、歌唱：くろくも

## JUDGEMENT 7 俺達の世界わ終っている。
『JUDGEMENT 7 俺達の世界わ終っている。』は、5pb.より2019年2月28日に発売されたPlayStation 4・Nintendo Switch用ゲームソフト。新キャラクターと新シナリオが追加され、システム面がよりブラッシュアップされた。
購買層に科学アドベンチャーシリーズのファンを想定しており、「科学アドベンチャーファンに捧ぐ渾身の1作」と宣伝されている。
PS4版は後方互換によりPlayStation 5でもプレイ出来る。

### 追加キャラクター
くらげ3号
声 - 武石あゆ実
イルカ2号の実の妹。本名は海野くらら。兄を崇拝している。
美森まもり
声 - 明坂聡美
零時と同じ大学に通う女子大生。自分を零時の恋人だと思いこんでいるストーカー。

### システムの主な追加要素
バックログにジャンプ機能が実装
選択済みの選択肢の色分け
通常の選択肢とS.O.Sシステムの両方に対応。
キャラクターの好感度の可視化
セーブ＆ロード画面で1位、ADVメニューでは上位3位までが表示される。
フローチャート
選択済みの選択肢や好感度の上昇率も表示される他、シーンジャンプも可能。ジャンプポイントは約800箇所。
用語集
エピソード順やカテゴリー順にソート出来る。文字数は4万文字以上。
コンフィグの多機能化
新たにコントローラーセッティングが追加され、フォントも3種類から選べるようになった。

### 主題歌（JUDGEMENT 7）
オープニングテーマ「Change The World」
作詞・作曲：164、歌唱：くろくも
エンディングテーマ「Eternal Days (Judgement∞ ver.)」
作詞・作曲：164、歌唱：少女A(黒沢ともよ)

## サウンドトラック
『俺達の世界わ終っている。新世界音楽集。』は本作のオリジナルサウンドトラック。デジタル配信専用。
劇中で使用されたBGMと『JUDGEMENT 7』を含む主題歌を全て収録。加えて、アルバム購入特典としてボーナストラック3曲が用意されている。
| #   | タイトル                                       | 作詞 | 作曲               | 歌唱              | 時間    |
| --- | ---------------------------------------------- | ---- | ------------------ | ----------------- | ------- |
| 1.  | 「World End Heaven」                           | 164  | 164                | くろくも          | 4:49    |
| 2.  | 「ジャッジメントカフェ」                       |      | 成田旬             |                   | 1:43    |
| 3.  | 「或る日常の調べ」                             |      | 成田旬             |                   | 3:09    |
| 4.  | 「毎日が夏休み」                               |      | 成田旬             |                   | 3:18    |
| 5.  | 「幻燈夜想曲」                                 |      | 成田旬             |                   | 3:37    |
| 6.  | 「左眼ノ疼ク刻」                               |      | 成田旬             |                   | 2:56    |
| 7.  | 「大人の時間」                                 |      | 成田旬             |                   | 3:07    |
| 8.  | 「千年の孤独」                                 |      | 成田旬             |                   | 4:22    |
| 9.  | 「遊びの時間は終わりだ」                       |      | 成田旬             |                   | 3:06    |
| 10. | 「エマージェンシー・ノイズ」                   |      | 成田旬             |                   | 2:15    |
| 11. | 「鬼気迫る危機」                               |      | 成田旬             |                   | 2:20    |
| 12. | 「ちゃんちゃかロック」                         |      | 成田旬             |                   | 2:00    |
| 13. | 「もしかしてこれがリア充!?」                   |      | 成田旬             |                   | 3:05    |
| 14. | 「スウィートタイム」                           |      | 成田旬             |                   | 3:28    |
| 15. | 「聖戦組曲」                                   |      | 成田旬             |                   | 3:04    |
| 16. | 「絶対×正義=勝つ」                             |      | 成田旬             |                   | 2:43    |
| 17. | 「Eternal Days(working title) (ver.H)」        |      | 164                |                   | 6:32    |
| 18. | 「絶対÷絶命=絶望」                             |      | 成田旬             |                   | 3:38    |
| 19. | 「アカシック・レコード」                       |      | 成田旬             |                   | 3:40    |
| 20. | 「ジャッジメント・タイム」                     |      | 成田旬             |                   | 2:37    |
| 21. | 「ナナイロノセカイ」                           |      | 成田旬             |                   | 3:51    |
| 22. | 「Eternal Days(working title) (ver.W)」        | 164  | 164                | くろくも          | 6:36    |
| 23. | 「Change The World」                           | 164  | 164                | くろくも          | 3:35    |
| 24. | 「ワールド・アブ・ノーマル」                   |      | 塚越雄一朗         |                   | 2:32    |
| 25. | 「残念サラウンド」                             |      | 塚越雄一朗         |                   | 3:09    |
| 26. | 「そらいろまじかる」                           |      | 塚越雄一朗         |                   | 2:18    |
| 27. | 「狂詩曲十三番 紫炎ノ王」                      |      | 塚越雄一朗         |                   | 2:52    |
| 28. | 「ロシアンダンス」                             |      | 塚越雄一朗         |                   | 2:50    |
| 29. | 「最期ニ舞イ降リルハ黑キ翅ノ天使」             |      | 塚越雄一朗         |                   | 2:50    |
| 30. | 「平凡DAZE」                                   |      | 塚越雄一朗         |                   | 3:41    |
| 31. | 「オーバーワーク」                             |      | 成田旬             |                   | 2:41    |
| 32. | 「Eternal Days (Judgement∞ ver.)」             | 164  | 164                | 少女A(黒沢ともよ) | 6:33    |
| 33. | 「World End Heaven (OP Edit)」                 | 164  | 164                | くろくも          | 1:50    |
| 34. | 「Change The World (OP Edit)」                 | 164  | 164                | くろくも          | 1:40    |
| 35. | 「Judgement 70 minutes」(アルバム購入特典)     |      | 成田旬、塚越雄一朗 |                   | 1:10:00 |
| 36. | 「Eternal Days (ver.10)」(アルバム購入特典)    | 164  | 164                | 少女A(黒沢ともよ) | 6:35    |
| 37. | 「着信サウンドコレクション」(アルバム購入特典) |      | 土居祥平、倉田涼   |                   | 1:10    |

## 話題
- 本作のストーリーは2017年7月16日からスタートするが、この日は日本記念日協会によって虹の日と認定されている[20]。ジャッジメント7のモチーフの1つは虹となっているが、これは製作者側も意図しなかった偶然の一致である[21]。
- 2018年3月の第12回声優アワードにおいて、少女A役の黒沢ともよが主演女優賞、結城七罪役の大西沙織と早瀬ユウノ役の佐倉綾音が助演女優賞とパーソナリティ賞を受賞している[22]。
- 本作では浅草の有名スポットの1つとして喫茶店「アンヂェラス」が実名で登場するが、同店舗は建物の老朽化を理由に2019年3月17日をもって閉店した[23]。奇しくも『JUDGEMENT 7』の発売はその閉店直前のタイミングとなり、追加シナリオにおいても在りし日のアンヂェラスの姿が新たに描かれている他[24]、用語集のアンヂェラスの項目でもこの閉店に関して書かれている。
- 2020年11月19日から2021年1月15日にかけて、アクリルボードやタペストリーなどのオリジナルグッズが当たるオンラインくじが販売されていた[25]。
- 2020年11月9日から2021年11月9日までの1年間に渡り、公式ツイッター上で本作の登場人物が何らかの話題を呟く連載企画「ジャッジメントトーク」が開催された[26][27]。